# شللو
شللو هي قرية في مقاطعة أسكو، إيران. عدد سكان هذه القرية هو 200 في سنة 2006.